# Steyr Motors
La Steyr Motors GmbH è un produttore austriaco di motori diesel con sede a Steyr, nell'Alta Austria.

## Storia
La Steyr Motors in precedenza era la divisione della Steyr-Daimler-Puch nel 1990 come Steyr Motorentechnik GmbH specializzata nella fabbricazione e progettazione di motori diesel, poi proprietà della Magna Steyr. Dal 2001 è diventata una società indipendente al causa dello smembramento della casa madre attraverso il management buyout.

## Prodotti

### Steyr M14
Motore M14 a quattro cilindri in linea, cilindrata 2,1 litri.

### Steyr M16
Motore M16 a sei cilindri in linea, cilindrata 3,2 litri.

### Steyr HDS
Motore ibrido parallelo diesel-elettrico. Il sistema permette un risparmio energetico su imbarcazioni da diporto e in modalità boost con entrambe le unità disponibili.

### Steyr Motors M12 / MO32
Motore due cilindri di 1067 cm³, per generatori, Range Extender e per piccole imbarcazioni a vela.

## Onorificenze e progetti
| Anno | Premio                    | Note                                                                                                  |
| ---- | ------------------------- | --- |
| 2011 | Seatec Quality Award      | per il Serial Hybrid                                                                                  |
| 2010 | Innovationspreis          | Innovationspreis des Landes Oberösterreich per il due cilindri diesel ibrido per imbarcazioni.        |
| 2009 | Pittmann Innovation Award | SAIL-Magazine per innovazione nei prodotti vela, Steyr Motors Hybrid                                  |
| 2008 | Innovationspreis          | Innovationspreis des Landes Oberösterreich per propulsione diesel elettrica per autobus.              |
| 2008 | DAME Award                | Per motori ibridi alla Wassersportfachmesse METS di Amsterdam.                                        |
| 2008 | IBEX Award                | „National Marine Manufacturers Association“, categoria motori intrabordo, Steyr Motors Hybridantrieb. |